# Ramon V de Pallars Jussà
Ramon V de Pallars Jussà (? - 1098) fou comte de Pallars Jussà (1047-1098).
Fou titular del comtat en una època molt conflictiva. Jugà a favor seu el fet que Arnau Mir de Tost sotmeté durant el seu regnat les seves conquestes al comtat de Pallars Jussà, cosa que el consolidà i l'enfortí, però hagué d'enfrontar-se a una forta conflictivitat interna, amb duríssims conflictes entre ell mateix i la seva noblesa (el 1068, desesperat, arribà a demanar ajut als sarraïns) i a una lluita constant amb els parents i veïns del Pallars Sobirà.
A partir del 1069 començà una sèrie d'accions de cara a restablir la pau en el seu comtat i recuperar-ne el ple domini. Aquell mateix any fundava el monestir de Mur, després d'haver dotat generosament la col·legiata de Tremp; el 1079 subscrivia un pacte amb el cosí del seu pare, el comte Artau I de Pallars Sobirà a través del qual no tan sols restablia la pau entre els dos comtats, sinó que, a més, recuperava tot de possessions que havien estat arrabassades a ell i al seu pare pels del Pallars Sobirà.
Nou fou aliena a aquests esforços la presència de Valença de Tost, filla del prestigiós guerrer Arnau Mir de Tost i de Arsenda d'Àger (dona diplomàtica i pacificadora), que tant havia contribuït a l'estabilitat del comtat.

## Orígens familiars
Fill del comte Ramon IV de Pallars Jussà i d'Ermessenda, ascendí al tron del comtat a la mort del seu pare, fundador del nou comtat, el 1047. Recentment s'ha trobat la seva tomba a la Col·legiata de Mur. El seu esquelet mesura 1,90, quan la mitjana d'alçada masculina d'aquells temps era entorn d'1,50. Es podria dir, doncs, que sofria de gegantisme. Va morir en batalla.

## Núpcies i descendents
El 1056 es casà amb Valença de Tost, filla d'Arnau Mir de Tost i Arsenda d'Àger. D'aquesta unió nasqueren:
- l'infant Arnau Ramon I de Pallars Jussà (?-1111), comte de Pallars Jussà
- l'infant Pere Ramon I de Pallars Jussà (?-1113), comte de Pallars Jussà
- l'infant Bernat Ramon I de Pallars Jussà (?-1124), comte de Pallars Jussà
- la infanta Loreto de Pallars Jussà, segons alguns historiadors.